# Foday Sankoh
Foday Saybana Sankoh (Masang Mayoso, 17 ottobre 1937 – Freetown, 29 luglio 2003) è stato un guerrigliero sierraleonese, leader e fondatore del Fronte Rivoluzionario Unito, gruppo ribelle che combatté durante la guerra civile che insanguinò la Sierra Leone dal 1991 al 2002.

## Biografia
Foday Sankoh nacque il 17 ottobre 1937 nel remoto villaggio di Masang Mayoso, nel distretto di Tonkolili, nella Provincia del Nord in Sierra Leone da padre di etnia Temne e madre di etnia Loko, Sankoh era figlio di agricoltori.
Sankoh seguì le scuole primarie e secondarie a Magburaka e svolse numerosi lavori a Magburaka, prima di entrare nelle forze armate della Sierra Leone nel 1956. Seguì l'addestramento militare in Nigeria e Regno Unito. Nel 1971, con il grado di caporale, fu espulso dall'esercito ed imprigionato per sette anni nel Pademba Road Prison a Freetown per aver preso parte ad un ammutinamento.
In seguito alla sua liberazione, lavorò come fotografo itinerante nel sud e nell'est della Sierra Leone, entrando in contatto con giovani radicali e trovando il modo di entrare in Libia nel 1988, dove si addestrò per l'insurrezione. Questa fu organizzata da Muʿammar Gheddafi, che aiutò anche Charles G. Taylor a salire al potere. Citando le parole di Dougla Farah, possiamo dire che “la pratica dell'amputazione delle braccia e delle gambe a uomini, donne e bambini, era parte di una campagna volta a prendere possesso dell'area diamantifera, e fu supportata da Gheddafi, che verificava periodicamente i loro progressi ed inviava loro armi”.
Al loro ritorno in Sierra Leone, Sankoh ed i suoi complici Rashid Mansaray e Abu Kanu reclutarono uomini per una rivolta armata per costringere alle dimissioni il governo dell'APC (All People's Congress). Successivamente andarono in Liberia, dove pare continuarono a reclutare persone ed a lavorare con l'NPFL (National Patriotic Front of Liberia) di Charles G. Taylor.

## Guerra civile
Il 23 marzo del 1991, il RUF, guidato da Foday Sankoh ed appoggiato da Charles Taylor, lanciò il primo attacco nei villaggi del Distretto di Kailahun nella regione diamantifera della Provincia dell'Est della Sierra Leone.
Il RUF divenne noto per l'utilizzo di pratiche brutali quali stupri di massa ed amputazioni durante la guerra civile. Sankoh ordinò personalmente numerose operazioni, compresa una chiamata “Operation Pay Yourself” (Operazione Paga Te Stesso) che incoraggiava le truppe a razziare tutto quello che potevano trovare. Dopo essersi lamentati per l'utilizzo di tali tattiche, Kanu e Mansaray furono sommariamente condannati ed uccisi. Nel marzo del 1997, Sankoh volò in Nigeria dove fu posto agli arresti domiciliari ed in seguito imprigionato. Da questo momento fino al rilascio di Sankoh nel 1999, Sam Bockarie assunse il ruolo di direttore delle operazioni militari del RUF. Durante la guerra, durata dieci anni, Sankoh non mantenne numerose promesse di mettere fine ai combattimenti, compresi l'Accordo di Pace di Abidjan e l'Accordo di Pace di Lomè, firmati nel 1999. Finalmente il Regno Unito e l'ECOMOG (Economic Community of West African States Monitoring Group) intervennero con i loro piccoli ma professionali contingenti militari ed il RUF fu distrutto. Sankoh fu successivamente arrestato dopo che i suoi soldati spararono a numerosi manifestanti che protestavano fuori dalla sua casa di Freetown nel 2000. Il suo arresto portò a numerose celebrazioni in tutta la Sierra Leone. Sankoh fu preso in consegna dal Regno Unito e fu accusato dalla Corte Speciale per la Sierra Leone delle Nazioni Unite di 17 capi d'accusa per vari crimini di guerra, inclusi l'utilizzo di bambini soldato, crimini contro l'umanità, incluso lo sterminio, la riduzione in schiavitù, stupro e schiavitù sessuale.

## Morte
Sankoh morì a seguito di complicazioni in seguito ad un ictus durante il processo. In una dichiarazione, il capo procuratore della corte per i crimini di guerra delle Nazioni Unite asserì che la morte di Sankoh gli ha garantito “una fine pacifica, che lui ha negato a tanti altri.”